# هارولد تايلور
هارولد تايلور (بالإنجليزية: Harold Taylor)‏ (1 يناير 1912 بستوك أون ترينت في المملكة المتحدة - ) هو لاعب كرة قدم بريطاني في مركز الهجوم. لعب مع ستوك سيتي ونادي ليفربول.

## وصلات خارجية
- هارولد تايلور على موقع قاعدة بيانات كرة القدم.إي يو (الإنجليزية)